# Un cœur pour David
Un cœur pour David (Searching for David's Heart) est un téléfilm américain réalisé par Paul Hoen, diffusé le 21 novembre 2004 sur ABC Family.

## Synopsis
David Deeton, 18 ans, trouve la mort dans un accident de la route. Un an après son décès, Darcy, sa sœur de 16 ans, part en quête de l'inconnu à qui l'on a greffé le cœur de David. Accompagnée par Sam, son meilleur ami, elle entreprend à l'insu de ses parents un voyage qui la ménera jusqu'à La Nouvelle-Orléans…

## Fiche technique
- Titre original : Searching for David's Heart
- Réalisation : Paul Hoen
- Scénario : Karen Leigh Hopkins et Alan Marc Levy, d'après le roman de Cherie Bennett
- Musique : Lawrence Shragge
- Société de production : Stefanie Epstein Productions
- Pays : États-Unis
- Durée : 84 minutes

## Distribution
- Jayne Brook : Claire Deeton
- Jeffrey Nordling : Bill Deeton
- Danielle Panabaker : Darcy Deeton
- Ricky Ullman : Sam
- Billy Aaron Brown (en) : David Deeton
- Kendré Berry (nl) : Winston
- Don Brady : Sexton
- Corri English (en) : Jayne Evans
- Mikki Val : Coach Jensen
- Patrick Hazell : Mr. Kerns